# Reserva forestal de Dibeen

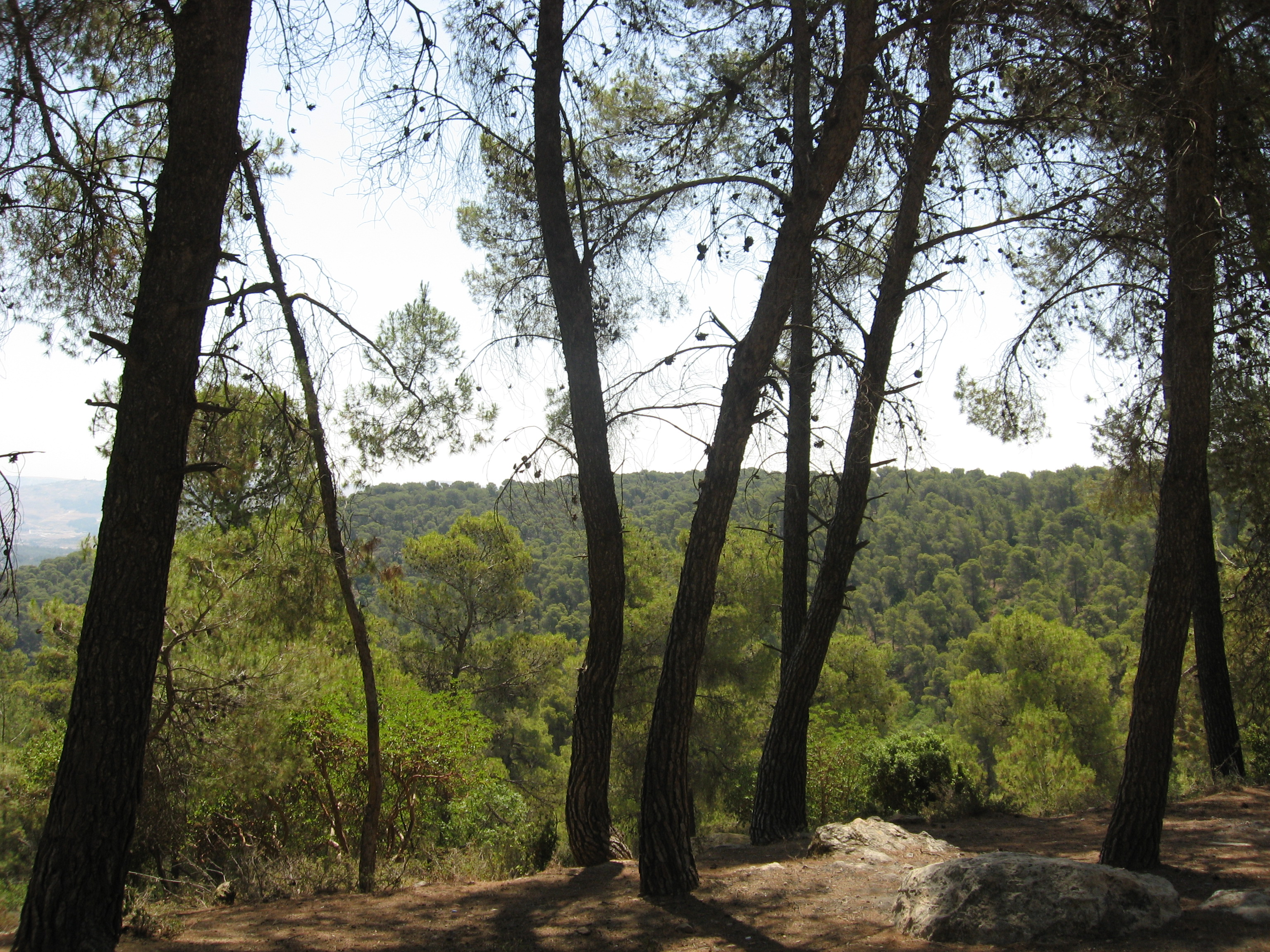
Pinos carrascos en la Reserva de Dibeen.

La Reserva Natural de Dibeen está localizada en el noroeste de Jordania, al sur de Gerasa. Cubre un área de 8,5 kilómetros cuadrados de colinas redondeadas con un hábitat de pino y roble. Fue creada en 2004 bajo la iniciativa de la Royal Society for the Conservation of Nature de Jordania. El bosque de Dibeen entero cubre unos 60 kilómetros cuadrados.
La mayor parte del terreno está formado por colinas calcáreas de laderas escalonadas entre 500 y 1000 m de altitud. La precipitación media oscila entre los 400 y los 710 mm anuales. La orientación de los valles determina la vegetación dominante. En las zonas bajas predomina el pino de Alepo o pino carrasco, mezclado con Quercus calliprinos, una variedad de coscoja. A medida que el terreno asciende, aparece el roble, de la variedad Quercus infectoria (roble de Alepo o de Chipre), que se hace dominante en las zonas más altas. También se encuentran orquídeas, madroños orientales, pistachos y olivos. En las zonas mejor conservadas hay árboles de tamaño respetable y un denso sotobosque, y en la zonas más secas, el pino de Alepo se convierte en una curiosidad, ya que en ningún otro lugar crece con semejante escasez de lluvia.